# مارک چخ (بازیکن فوتبال اهل جمهوری چک)
مارک چخ (چکی: Marek Čech؛ زادهٔ ۸ آوریل ۱۹۷۶) بازیکن فوتبال اهل جمهوری چک بود.
از باشگاه‌هایی که در آن بازی کرده‌است می‌توان به باشگاه فوتبال لوچ ولادی‌وستوک، باشگاه فوتبال ویکتوریا پلزن، باشگاه فوتبال اسپارتاک ترناوا، باشگاه فوتبال اسپارتا پراگ، باشگاه فوتبال ژیلینا، باشگاه فوتبال ژمچوژینا-سوچی، باشگاه فوتبال اسلوان لیبرتس، باشگاه فوتبال بانیک استراوا، و باشگاه فوتبال لوکوموتیو مسکو اشاره کرد.
وی همچنین در تیم ملی فوتبال جمهوری چک بازی کرده‌است.